# Krajinski park Boč - Donačka gora
Krajinski park Boč - Donačka gora leži v Bočkem pogorju in obsega širše območje Boča s Plešivcem. To je geološko in geografsko najvzhodnejši del Karavank. Za krajinski park ga je leta 1992 razglasila takratna občina Šmarje pri Jelšah in danes obsega 2151 ha. To pogorje se nadaljuje z Donačko goro, ki pa ni več del krajinskega parka.
Krajinski park zaznamujejo strnjeni in dobro ohranjeni gozdovi in jase v gozdovih, ki jih je v preteklosti ustvaril človek. Preplet travnikov in gozdov zagotavlja izjemno biotsko raznovrstnostjo. Del parka je tudi del evropskega ekološkega omrežja Natura 2000.

## Simbol krajinskega parka
Simbol krajinskega parka je velikonočnica (Pulsatilla grandis), ki jo imenujejo tudi veliki kosmatinec. Ima nežno vijolične liste in porasla je z dlačicami.

## Boč in Plešivec
Glavna znamenitost parka je Boč, saj po njem park tudi nosi ime. S svojimi 979 metri nadmorske višine je markantna točka nad pokrajino med Sotlo in Dravinjo, vendar je nižji od Stolpnika na Konjiški gori. Leta 1962 so na Boču postavili 20 metrov visok jekleni razgledni stolp, tako da skupno z njim Boč meri 1000 m. Po grebenu Boča teče razvodnica porečja Save in Drave. Plešivec je vzhodna rama Boča. 
Površinskih potokov in rek to območje nima, saj je tukaj pretežno kraški teren, kjer voda hitro ponikne in priteče na dan šele ob vznožju. Kraški izviri, vrtače in požiralniki uvrščajo Boč z okolico med območja osamelega krasa. Poleg apnenca in dolomita tu najdemo še paleozijske slabo prepustne in terciarne kamnine, kjer so tudi najdišča premoga, ki so ga v preteklosti izkoriščali pod vznožjem Boča.

### Dostop na vrh Boča
Vzpon na vrh Boča olajša asfaltirana cesta, ki pripelje do planinskega doma na višini 658 m, od tam pa je še 1 uro hoda do vrha. Do planiskega doma na Boču nas lahko pripelje tudi gozdna učna pot. Prvi krak te poti vodi iz Zgornjih Poljčan, pravijo ji tudi Detičkova pot. Pot vodi ob suhi hudourniški strugi navzgor po zahodnem pobočju Boča. Drugi krak pa vodi po jugozahodni strani Boča, iz Lovnika.

## Rastlinstvo
Najdragocenejše rastlinske vrste, ki se pojavljajo na Boču so poleg Velikonočnice (Pulsatilla grandis) še dišeči volčin, kranjski šebenik, sivkasti popon, tisa in skorš.

### Gozdovi
V gozdovih najdemo največ bukev, ki so ji glede na različne rastiščne razmere primešane še druge drevesne vrste. Na senčnih severnih in vzhodnih legah poleg bukve rastejo še gorski javor, veliki jesen, divja češnja, pravi oreh, lipa in brest, ter teloh, pasji zob, tevje in jetrnik. Na prisojnih legah pa je zaradi toplejše klime gozd bolj podoben gozdu na Krasu – uspeva hrast puhovec, črni gaber, mali jesen, mokovec in grmičasta šmarna hrušica. 
Na območju nekaj kvadratnih kilometrov rastejo tako alpske rastline kot tudi submediteranske, panonske in ilirske floristične regije.

### Suhi travniki
Značilno krajinsko podobo dajejo Boču travniki, predvsem na južnem pobočju. Najbolj znana je Bočka ravan, na kateri še lahko najdemo rastišče izredno redke cvetice – velikonočnice oz. velikega kosmatinca, ki predstavlja tudi simbol gore. Več vzrokov je povzročilo, da je ta rastlina ena izmed najbolj ogroženih rastlinskih vrst v Sloveniji. Eden izmed vzrokov je, da se njen življenjski prostor na Boču krči, saj travnike gnojijo, kar pa velikonočnici ne ustreza. Drugi vzrok je navdušenje ljudi nad redko cvetico, tako da so jo skoraj uničili. Ker zelo hitro uvene, so jo poskušali presajati na domače vrtove, a brez uspeha. Sedaj se trudijo vzpostaviti prejšnje naravno stanje – na bližnji vzpetini so postavili celo kamnito skulpturo kiparja Franca Tobiasa iz Razvanj, v znak občudovanja in varovanja velikonočnice.
Zanimiv je tudi travnik na Formilah, ki je bogat z metulji. Izjemnost suhih travnikov je v tem, da na njih uspeva izjemno število rastlinskih vrst. Poleg trav in šašev najdemo tu tudi orhideje, metuljnice in kadulje.

## Živalstvo
Med večjimi živalmi izstopajo divja svinja, srnjad in neavtohtoni mufloni, ki so iz naravnega habitata že izrinili gamsa in zaradi svoje številčnosti ogroža trajnost gozdnega sistema. Med pticami lahko slišimo žolno, goloba duplarja in lesne sove. 
Na Boču živi veliko vrst hroščev, med njimi tudi nekaj redkih, ki so pomembni v evropskem merilu - močvirski krešič (Carabus variolosus), brazdar (Rhysodes sulcatus), rogač (Lucanus cervus), alpski kozliček (Rosalia alpina) in bukov kozliček (Morimus funereus). Omenjeni hrošči so indikatorji sonaravnega in trajnostnega gospodarjenja z gozdovi.
Veliko je tudi različnih vrst metuljev, med njimi so z naravovarstvenega gledišča najpomembnejši črni apolon (Parnassius mnemosyne) , veliki mravljiščar (Maculinea arion), scopolijev zlatook (Lopinga achine), reblov mravljiščar (Maculinea rebeli) in črtasti medvedek (Callimorpha quadripunctaria).

## Kulturne in naravne znamenitosti
- Gozdni rezervat Boč
- Gozdni rezervat Galke se nahaja na južnih pobočjih Galk, ki se končajo v soteski med Galkami in Dreveniško goro. Po soteski občasno teče potoček. Tu so dolomitno apnenčaste pečine, ki se precej krušijo. Visoke so do 70 m.
- Gozdni rezervat Plešivec
- Rastišče velikonočnice je bilo v preteklosti precej bolj obsežno kot danes. Sedaj je rastišče skrčeno in ograjeno na majhnem koščku puste zemlje.
- Cerkev sv. Miklavža, Drevenik, gotska cerkev, ki se ponaša z zlatim oltarjem.
- Cerkev sv. Marjete, Čača vas
- Čren, skalna pečina leži ob cesti Planinski dom na Plešivcu - Formila. Pečina je visoka 30 m in široka 50 m. Pobočje je zakraseno, sestavljeno iz svetlo sivega masivnega apnenca.
- Črni topol na Boču pri Planinskem domu ima deblo široko 420 cm.
- Jama Balunjača je kraška jama ob planinski poti na Boč. Jama je po ocenah dolga 50 m, vodoravna in ima ilovnato dno.
- Formile, kraška dolina s ponorno jamo leži ob cesti Planinski dom na Plešivcu – Formila. Vhod v jamo je ozek in težko prehoden. Čez Formile je bila v 60.letih 20. stoletja speljana prva utrjena gozdna cesta na masiv Boča. Sto metrov od jase je vzporedno s cesto skrita v ponikalniški strugi partizanska bolnišnica na Formilah, ki je tu delovala zadnji dve leti vojne. O tem pričata marmorna plošča z napisom in mala baraka, ki so jo obnovili leta 1993.
- Čača vas - ponorna jama
- Čača vas - ponorna jama

## Planinski domovi in koče
- Planinski dom na Boču
- Planinska koča Velikonočnica
- Lovska koča Lovske družine Rogaška Slatina